# 瓦兰库尔-塞尔维尼
瓦兰库尔-塞尔维尼（法語：Walincourt-Selvigny，法語發音：[walɛ̃kuʁ sɛlviɲi]）是法国上法兰西大区北部省的一个市镇，位于该省东南部，属于康布雷区。该市镇于1972年由原市镇瓦兰库尔（Walincourt）和塞尔维尼（Selvigny）合并而成。

## 地理
瓦兰库尔-塞尔维尼（50°4'8"N, 3°20'9"E）面积15.07 平方千米，位于法国上法蘭西大區北部省，该省份为法国最北部的省份及最长的省份，西北濒北海，西接加来海峡省，南至埃纳省和索姆省，东与比利时接壤。
与瓦兰库尔-塞尔维尼接壤的市镇（或旧市镇、城区）包括：欧库尔昂康布雷西、埃兰库尔、克拉里、科勒里、利尼昂康布雷西、埃讷、埃斯科河畔克雷沃克尔、马兰库尔、德埃里。

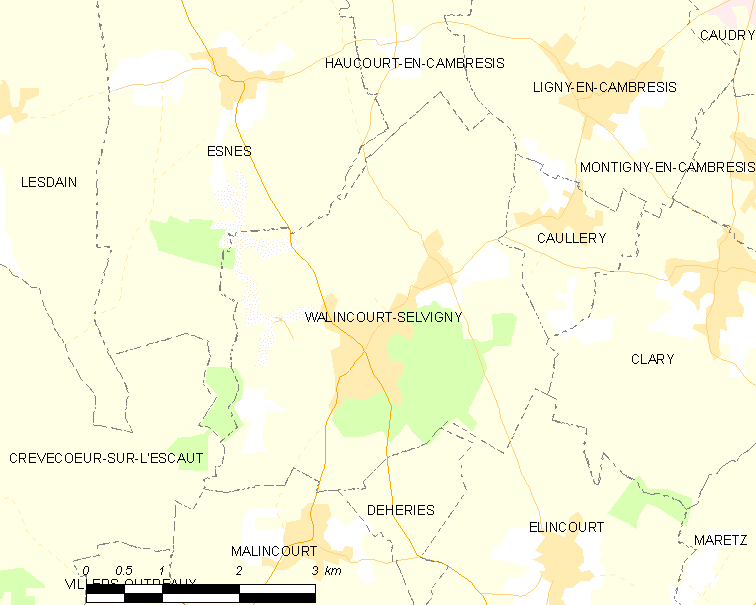
瓦兰库尔-塞尔维尼的OSM定位图

瓦兰库尔-塞尔维尼的时区为UTC+01:00、UTC+02:00（夏令时）。

## 行政
瓦兰库尔-塞尔维尼的邮政编码为59127，INSEE市镇编码为59631。

## 政治
瓦兰库尔-塞尔维尼所属的省级选区为勒卡托康布雷西县。

## 人口

1962-2008年间瓦兰库尔-塞尔维尼人口变化图示

瓦兰库尔-塞尔维尼于2022年1月1日时的人口数量为2091人。